# Galaxea fascicularis
Galaxea fascicularis е вид корал от семейство Oculinidae. Видът е почти застрашен от изчезване.

## Разпространение
Разпространен е около бреговете на Американска Самоа, Австралия, Бахрейн, Британска индоокеанска територия, Камбоджа, Коморски острови, Острови Кук, Джибути, Египет, Еритрея, Фиджи, Френска Полинезия, Гуам, Индия, Индонезия, Иран, Ирак, Израел, Япония, Йордания, Кения, Кирибати, Кувейт, Мадагаскар, Малайзия, Малдивите, Маршалови острови, Мавриций, Майот, Микронезия, Мозамбик, Мианмар, Науру, Нова Каледония, Ниуе, Северни Мариански острови, Оман, Палау, Папуа Нова Гвинея, Филипини, Катар, Реюнион, Самоа, Саудитска Арабия, Сейшелски острови, Сингапур, Соломонови острови, Сомалия, Шри Ланка, Судан, Тайван, Танзания, Тайланд, Токелау, Тонга, Тувалу, Обединените арабски емирства, Малки далечни острови на САЩ, Вануату, Виетнам, Уолис и Футуна и Йемен.